# 唐王坟
姜庄子村，位于中国河北省廊坊市文安县，为廊坊市的一个省级文物保护单位，类型为古墓葬，公布时间为1982年7月23日。
姜庄子村的历史年代为唐王坟。